# Barbara Zwerschitz

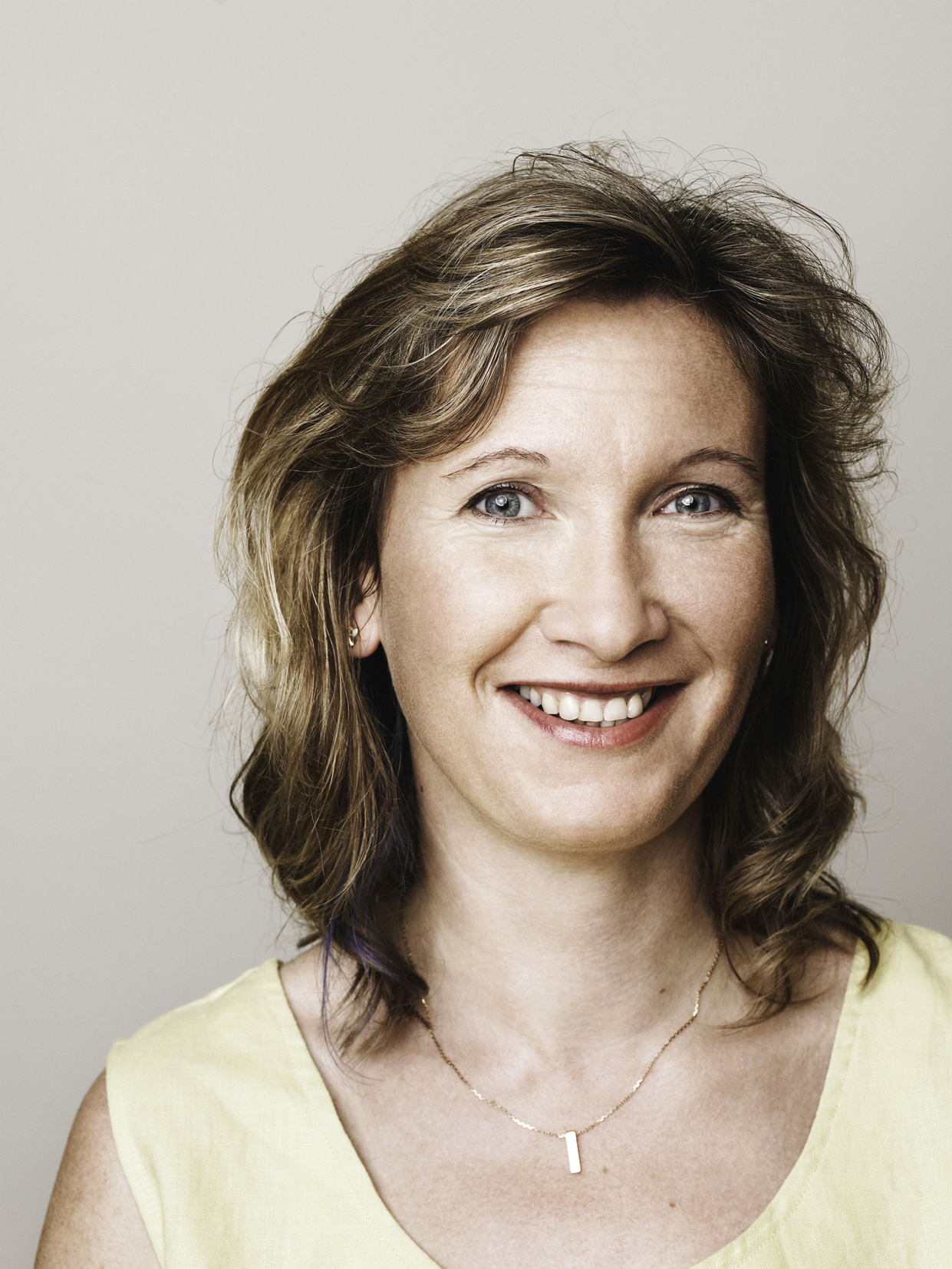
Barbara Zwerschitz

Barbara Zwerschitz (* 3. April 1969 in Wien) ist eine ehemalige Abgeordnete zum österreichischen Nationalrat (Grüne).

## Leben
Sie besuchte die Volksschule in Kapfenberg und das Bundes- und Sportrealgymnasium (HIB) in Saalfelden. Anschließend absolvierte sie von 1987 bis 1990 in der Steiermark die Pädagogische Akademie des Bundes. Von 1990 bis 2006 war sie – anfangs in Wien und später in der Steiermark – als Lehrerin tätig.

## Politik
Die politische Laufbahn begann sie 1995 als Gemeinderätin in Mürzzuschlag. Vom 30. Oktober 2006 bis 27. Oktober 2008 saß sie für die Grünen im Nationalrat.